# Coyron
Coyron település Franciaországban, Jura megyében. Lakosainak száma 69 fő (2022. január 1.). Coyron Barésia-sur-l’Ain, Maisod, Meussia, Orgelet, Thoiria és La Tour-du-Meix községekkel határos.

## Népesség
A település népességének változása:
| Lakosok száma | 17   | 45   | 52   | 68   | 73   | 74   | 73   | 72   | 71   | 69   |
|               | 1968 | 1982 | 1990 | 2006 | 2013 | 2015 | 2017 | 2019 | 2020 | 2022 |